# Vratěnín
Vratěnín (německy Fratting) je městys v okrese Znojmo v Jihomoravském kraji na státní hranici s Rakouskem a hraničním přechodu Vratěnín / Drosendorf. Na východě sousedí s Uherčicemi, na severu s Mešovicemi, na rakouské straně ze západu s obcí Schaditz a z jihu s Oberthürnau. Žije zde 273 obyvatel.
Uspořádání obce a až do roku 1945 mluvený „Ui“ dialekt němčiny (bavorsko-rakouský) poukazuje na osídlení bavorskými německými kmeny kolem roku 1050, ale především na německou kolonizaci z jihovýchodu ve 12/13. století. Vratěnín je poprvé zmiňován v roce 1251 Wichardem de Tyrna jako ecclesia Wratingen, kdy se stal součástí premonstrátského kláštera v Gerasu, pod který spadal až do konce druhé světové války. V roce 1325 obdržela ves od Jana Lucemburského městská práva, která byla při nástupu nových zeměpánů pravidelně obnovována. V roce 1498 přibylo ke starým výsadám ještě právo výročního trhu.
Za Krajířů z Krajku městečko získalo oprávnění uzavírat manželské smlouvy a právo vlastního soudu. Vratěnínem vedla císařská silnice z Vídně do Prahy. Přepřahovací poštovní budova s ubytováním a hostincem byla v roce 1723 povýšena na hlavní poštovní stanici. Městečko ztratilo na svém významu po odklonění nové císařské cesty přes Znojmo na Moravské Budějovice. Neblahý vliv pro rozvoj města mělo i rozhodnutí císaře Josefa II. zrušit zdejší klášter. Po první světové válce připadla obec s převahou německého obyvatelstva k Československu, což vedlo později ke značnému národnostnímu napětí. Po Mnichovu byla obec připojena k Německu a po skončení druhé světové války patřila k prvním obcím, které v obnoveném Československu vysídlily své německé obyvatelstvo.
Po nastolení komunistické diktatury, kolektivizaci zemědělství a vzniku železné opony byla obec vedena jako zániková se stavební uzávěrou. Důsledkem bylo zrušení zdravotního střediska a později i školy. Obrat ve vývoji nastal až po sametové revoluci, kdy bylo zrušeno zakázané a hraniční pásmo i a byl opět otevřen hraniční přechod do Rakouska. V roce 1995 obdržela obec modrou stuhu za rozvoj společenského života a v roce 1996 titul Vesnice roku. Urbanistické jádro, lidová venkovská architektura a několik zachovalých kulturních památek vedlo v roce 1995 na podkladě vyhlášky ministerstva kultury k prohlášení obce vesnickou památkovou zónou. V roce 2014 získala obec i starosta obce v krajském kole Vesnice roku další ocenění. K 9. únoru 2021 byl Vratěnínu navrácen status městyse.

## Poloha
Katastrální území Vratěnína se rozprostírá na jihozápadním okraji okresu Znojmo, od jehož okresního města je obec vzdálena 45 km a na půli této trasy leží městys Vranov nad Dyjí. Území Vranovska tvoří spolu s Vratěnínem jednadvacet obcí rozprostřených kolem Vranovské přehrady. Z jihu kopíruje katastr obce hranici s Rakouskem, čímž na jihovýchodě území zasahuje do chráněných meandrů řeky Dyje – do Národního parku Podyjí. Malebnost okolní krajiny prostoupené lesy, polnostmi a rybníky dokresluje na české straně zřícenina hradu Frejštejn, zámek Uherčice, hrad Bítov, zřícenina hradu Cornštejn, zámek Vranov nad Dyjí a na rakouské hrad Hardegg, zámek Drosendorf, hrad Raabs a premonstrátský klášter v Gerasu. Vratěnín je vnímán i jako vstupní brána do jindřichohradeckého okresu, kde se nachází 22 km vzdálené město Slavonice – městská památková rezervace. Ze severu zasahuje do vranovské oblasti výspa třebíčského okresu 16 km vzdálené město Jemnice, bývalé středověké královské a hornické město.
| Rancířov   | Mešovice      | Uherčice          |
| Schaditz   | větrná růžice | Podhradí nad Dyjí |
| Rabesreith | Oberthürnau   | Stálky            |

## Etymologie a heraldika

### Název obce
Nejstarší doklady jména vsi ze 13. a 14. století jsou německé (Fredingen, Freting, Vrating, Vreting), nicméně německé varianty jména vycházejí z českého Vratěnín, třebaže to je písemně doloženo až z 15. století. Jeho základem bylo osobní jméno Vratěna, domácká podoba některého jména začínajícího na Vrati- (např. Vratislav). Význam místního jména byl "Vratěnův majetek". Založení vsi podle německého práva dokládají názvy tratí jako například Liess, Loos, Hofließ, Baumließ (vylosovaná půda), ale také vlastní půdorys a historické jádro obce. V názvech tratí se také dochovala památka na nářečí bavorských osadníků a až do roku 1945 mluvený „ui” dialekt německých Jihomoravanů.

### Názvy tratí
Po odsunu německého obyvatelstva v roce 1945 upadly německé názvy tratí v zapomnění. Novým osídlencům z českého a moravského území názvy v krajině jednak nic neříkaly, ale hlavně se do utváření nových pomístních názvů promítla poválečná nenávist ke všemu německému. Do roku 1945 používalo původní obyvatelstvo pomístní jména – Schanowitz, Scheibließ, Langließ, Türkitz, Steinviertel, Tiebsgraben (Diebsgraben), Rabotacker, Galgenberg, Rauchenwarth, Liess, Loos, Hofließ, Baumließ, Ferngrad, Ober Vornhart, Unter Vornhart, Hartgraben, Neureith, Goldbrunn, Mühlweg, Zwischenwegacker, Zuließ, Königreith. Po roce 1945 pracovali hlavní představitelé obce na tvorbě nového označení honů – U celnice, Paseky, U královy studánky, Zlatá studánka, Vratěnínská, Na dlouhých, Michalkovo, U vepřína, Smýkalovo, Šanovice, U hluboké, Pod donátem, U Rancířova, Pod silnicí, Mokré vrchy, Sahara, U nového dvora, U kola, Na daleké, U Ludně.

### Pečeť a znak
Od roku 1646 signovala obec vlastní pečetí. Jméno obce se nacházelo v hořením oblouku barokního štítu a pečetní pole zdobily tři okvětní lístky růží. Přímo uprostřed se vyjímala iniciála „F” (=Fratting). Erbovní privilegium nebylo Vratěnínu sice králem Janem Lucemburským v roce 1325 při povýšení na město uděleno, ale Gregor Wolný uvádí, že obec používala erb s českým lvem. Za starosty Martina Kincla v roce 1997 Vratěnín obdržel dekret o udělení obecního znaku a praporu. Na zeleném štítě se nachází zlatý jednoocasý napravo obrácený korunový lev s červenou zbrojí držící v pravé tlapě stříbrný meč. V červených rozích štítu jsou umístěny dvě náústky k sobě obrácené stříbrné poštovní trubky se zlatými šňůrami a kováním. Nový znak vychází z rodového erbu Berchtoldů, kteří v polovině 17. stol. Vratěnín vlastnili.

## Přírodní podmínky

### Vegetace
Krajina je z velké části dlouhodobě zemědělsky obhospodařována. Zemědělské plochy se rozkládají na 1092 ha. Ekologickou rovnováhu přírody narušily scelené lány orné půdy na 1057 ha a likvidace rozptýlené dřevinné vegetace. Většina trvalých travních porostů v nivách byla rozorána. Území je postiženo větrnou i vodní erozí. V pohraničním pásmu byla za totalitního režimu KSČ vědomě zlikvidována veškerá dřevinná vegetace, kterou se nepodařilo dosud obnovit. Lesy o výměře 292 ha se vyskytují v údolí Dyje a na severním okraji katastru. Jsou tvořeny smrky a borovicemi, ale i malými lesíky původního dubu a habru. Zvláště přirozené a typické lesní porosty se nachází na svazích chráněného údolí řeky Dyje. Nivní lesíky mají poměrně přirozenou skladbu topolů, vrb a olší.

### Horniny a půdy
Geomorfologicky se katastrální území rozprostírá na Uherčické pahorkatině, která se řadí do provincie České vysočiny, celku Jevišovické pahorkatiny a podcelku Bítovské pahorkatiny. Území obce tvoří po většinou nevysoká pahorkatina a poměrně plochá údolí, která se prohlubují a zařezávají směrem k údolí Dyje. V jižní části katastru, kde je reliéf plochý, se jedná hlavně o vápnité spraše. Naopak v severní a východní části převažují kyselé horniny – biotické pararuly a ortoruly, které doplňují amfibolity a krystalické vápence. Silné zastoupení mají většinou erodované černozemě, několik ploch hnědozemě s ostrůvky hnědozemních černozemí, luvizemě, typické kambizemě, rendziny a pararendziny. V nivách jsou zastoupeny půdy glejové fluvizemě nebo splachové hlinité sedimenty, občas hnědozemě.

### Vodstvo a podnebí
Celé území odvodňuje Vratěnínský potok s několika bezejmennými potůčky. Vzhledem k tomu, že všechny vodní toky byly za minulého režimu zregulovány, chybí na březích porosty nebo jsou značně řídké. Řeka Dyje zasahuje do katastru na hranici s obcí Stálky. Vratěnínský potok se vlévá se do říčky Blatnice u obce Uherčice, kde kopíruje hranici katastru. Na území se nalézá vodní plocha Vratěnínského rybníka a bezejmenného rybníka na jednom z přítoků Vratěnínského potoka. Malá vodní nádrž vytváří centrum obecní návsi a další se nachází v lese v blízkosti územní hranice obce Mešovice. Celkově je povodí Vratěnínského potoka málo vodné. Nejvodnatější bývají měsíce únor a březen. Vratěnín leží v mírně teplé a suché klimatické oblasti (T9) s teplým jarem a podzimem, taktéž suchou a teplou zimou. Z části je ovlivněna teplou klimatickou oblastí T2. K inverzím dochází především v údolích a na náhorních plošinách je klima hodně větrné.

## Nejstarší historie

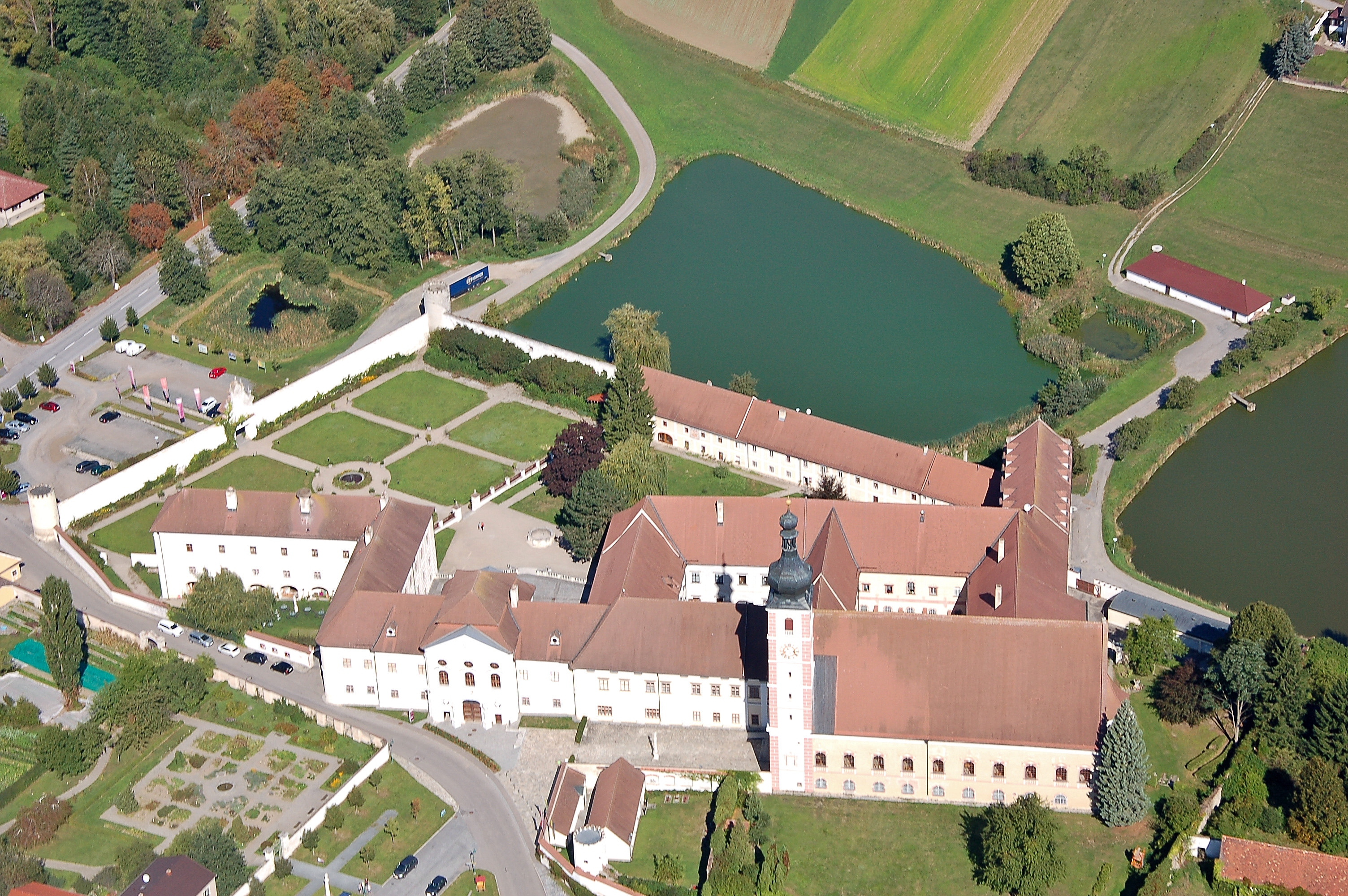
Premonstrátský klášter v Gerasu (Jeruši) byl založen v roce 1153 Ekbertem a Ulrichem z Perneka a osazen mnichy z dceřiného kláštera Želiv. Klášter byl z části vystavěn na starém slovanském pohřebišti a jeho název pochází ze slovanského jméno Jeroš. Po vymření hrabat z Perneggu připadl klášter pod diecézi pasovskou, u které zůstal až do vlády císaře Josefa II, kdy byl přiřazen diecézi v St. Pöltenu. V roce 1251 byl vratěnínským plebánem Konrád, který svědčil i na darovací listině vdovy Wulfhildy. Fara byla od počátku obsazována mnichy z Gerasu. V roce 1303 je zmíněn další vratěnínský plebán Dluhomil svědčící na darovací listině opata z Gerasu, který věnoval faře ve Vratěníně ves Spetice

Území po obou stranách dnešní hranice mezi Českou republikou a Rakouskem bylo v roce 1188 přenecháno biskupem z Pasova Theobaldem hrabětem z Bergu s petičním právem nad třemi kostely vsí Waltchirchen (Waldkirchen an der Thaya), Chirchperch (Niklasberg an der Thaya) a Fistriz (Nová Bystřice)“ Wichardu z Wichartslagu z rodu Kueringů. Kuenringové ze Zöbingu-Weikertschlagu byli ministeriálové hrabat z Perneggu-Drossendorfu. Jejich úkolem bylo podporovat misijní práci a získávání půdy západním a severním směrem. Prvním krokem mělo být nejprve zřízení farního kostela na předkřesťanských oltářních místech. Klášteru v Gerasu a ženskému v Perneggu byla svěřena oblast jistého kněze Bertholda, jehož farnost sahala od vsi Rappolz přes Weikertschlag až ke Grossau. V roce 1251 přibylo území farnosti Wratingen (Vratěnín) darované Wichardem z Tyrnau, pravděpodobně rodinným pokračovatelem kueringské kolonizace.

### Páni z Trnavy
Páni z Trnavy, ministeriálové hrabat z Perneku, si vybudovali nad vsí Dolní Trnávka (Unter-Thürnau) hradní sídlo. Z hradu jednak střežili brod přes Dyji na zemské stezce z Dolních Rakous přes jihozápadní Moravu do jihovýchodních Čech, ale také od 1. poloviny 12. století kolonizovali v Podyjí. Wernhard de Trnowa si od moravského markraběte Vladislava Jindřicha (1192–1222) vysloužil právo kolonizovat na sever od rodového hradu moravské území při rakouské hranici a oblast na jih od Jemnice. Heilwida, sestra či blízká Wernhardova příbuzná, se za markraběte Vladislava Jindřicha provdala. Během vlády krále Přemysla Otakara II. (1247–1278) posílilo postavení Vikarta z Trnavy. Jeho statky se rozkládaly nejen na rakouském, ale i českém a moravském území. Připomínán je také jako purkrabí znojemský a vranovský, mincmistr vídeňský. Ve Vratěníně si vybudovali páni z Trnavy tvrz a psali se s přídomkem na Vratěníně (německy Herren von Thürnau zu Fratting). Hrad Thyrnu pak držel bratranec Wernhard, který vystavěl své sídlo na Budči u Jemnice. Ves Vratěnín je sice poprvé písemně zmíněna ve spojení s patronací premonstrátům v Gerasu v roce 1251, ale pravděpodobně byl kostel založen mnohem dříve, při stavbě nového kostela v roce 1771–1773 byl nalezen základní kámen datovaný letopočtem 1115.

### Povýšení na městečko
Panství pánů z Trnavy přešlo s částí moravských statků na začátku 13. století do rukou Habsburků, kteří jej propůjčili pánům z Klingenberka. Jan (Johann) z Klingenberku vlastnil v roce 1319 Mladoňovice u Jemnice, ale doložené jsou i městečko Vratěnín, popluží v Lubenci a Sonovci, ves Rancířov, v Mešovicích dědiny platné, v Lubnici (Hafnerluden) dvůr s dědinami platnými, v Kostníkách dědiny platné a dvě dvořiště. Povýšení vsi na městečko králem Janem Lucemburským v roce 1325 připomíná kopec zvaný Galgenberg využívaný k výkonu vyššího (hrdelního) soudu. Klingenberky vystřídali páni z Waldsee a Drozdovic. Roku 1348 udělil král Karel IV. moravské léno Vratěnín Jindřichu z Waldsee. V tomto roce zde byla zřízena celnice a poštovní přepřahací stanice. Po krátkém drozdovickém „intermezzu” Mikuláše Pillunga z Jilkova se stal na Drozdovicích (Drosendorfu) hejtmanem Konrád II. Krajíř z Krajku a Landštejna, manžel Pillungovy dcery. Za věrné služby králi Zikmundovi a jeho zeti vévodovi a markraběti Abrechtovi V. získal zemské úřady v Korutanech a později post hofmistra krále Fridricha III. Krajířové se usadili v roce 1422 také na jižní Moravě, kdy od krále Zikmunda dostali zástavou Frejštejn a v roce 1423 potvrdil král Lipoltovi z Krajku i Vratěnín. Při té příležitosti obnovil udělení městského práva. Po smrti Leopolda z Krajku, pána na Landštejně, Bystřici a Frejštejně se v roce 1433 velmi sporadicky objevuje v pramenech jeho bratr Jan z Krajku. V roce 1444 je titulován jako nejvyšší stolník korutanský a hejtman v Drosendorfu. Na všech listinách používal Jan nejen predikát „z Krajku“ a „z Frejštejna“, ale někdy i „z Vratěnína“.

### Krajířové z Krajku
Majetky na Moravě převzal Wolfgang z Krajku a v roce 1465 k nim přibyl hrad Cornštejn. Do zemských desk zapsaná majetková změna v roce 1466 zahrnovala vesnice: Kunějov, Purštal (Hradiště), Lhota, Peršlák (Nový Vojířov), Albeř, Žišpachy (Blato), Waysmpoch (Bílá), Kalprun (Kaproun), Artolč (Artoleč), Minišlog (zaniklá ves Mnich), Cizkrajov, Vratěnín, Mladoňovice, Štálek (Stálky), Krajzink (Křeslík), Franštýn (Podhradí nad Dyjí), Chrlopy (Korolupy), Rancieřov (Rancířov), Teufmpoch (Hluboká), Šatice (Schaditz), Kostníky, Staré Město (Staré Město pod Landštejnem), Košťálkov (ves zanikla), Peršláček (Podlesí), Dobrotín, Kuní (ves zanikla), Penharec (Pernarec), Bečlov (Veclov), Ebrgeř (Dobrohoř), Dětrajch (Dětřiš), Košlák (ves zanikla), Valtinov, Vitňov (Vitíněves), Limbach (Schweiggers u Zwettlu). Za účelem sepsání dědičného majetku nechal Wolfgang v roce 1487 sepsat urbář krajířovského panství. Vladislav II. potvrdil synům Lipoltovi a Jindřichovi v roce 1493 držbu dědictví a v roce 1498 po převodu majetku obnovil znovu městská privilegia, ke kterým přidal právo výročního trhu. K Cornštejnu, který Wolfgang v závěti Leopoldovi a Jindřichovi přidělil, náležela území: zbořený hrad Franštýn (Frejštejn), městečko Vratěnín, Mladoňovice (Mladoňovice), Štálek (Stálky), Krajzink (zaniklá ves Křeslík), Franštýn (Podhradí nad Dyjí), Chrlopy (Korolupy), Uherčice, Mešovice, Rancieřov (Rancířov), Teufmpoch (Hluboká), Šatice (Schaditz), Kostníky.
Při převzetí dědičného majetku stával ve Vratěníně panský dvůr se dvěma plužinami. Jindřich přesídlil později na Dačice. Lipolt zastával pozici nejvyššího zemského sudího a zemřel někdy kolem roku 1515–1516. Jindřich se ujal panství na Cornštějně, které předal v roce 1524 synovi mladému Volfovi. Až do roku 1526 se psali oba s predikátem „z Cornštějna”. Poté Volf pravděpodobně přesídlil na vybudovanou tvrz ve Vratěníně, kdy se až do roku 1532 píše s přídomkem „z Vratěnína”. Bratři Wolf ml., Lipolt a Johann spravovali k hradu patřící statky nejprve tedy z Vratěnína. V roce 1534 získal Volf lénem hrad Točník. Od roku 1538 až 1553 se píše podle vsi bratr Lipolt, který měl v držení i ves oslavanského kláštera Hlubokou. V roce 1540 je Johann z Krajku uváděn poprvé ve spojení s Novými Uherčicemi (Neu Ungarschitz). Krajířové tak definitivně překládají správu panství na nově budované sídlo. I když Václav držel Uherčice už po roce 1549, s výstavbou nového sídla započal až po roce 1553. V letech 1551–1552 doprovázel jako zástupce rodu Krajířů císaře Maxmilián II. na cestě do Itálie za novou španělskou manželkou. Václav z Krajku snížil poddaným robotu a povolil městu volné čepování vína za roční odvod 14 sudů vína vrchnosti ve čtyřech splátkách. Také přenechal městu výběr mýtného s ročním úrokem 4 zlatých moravských. Roku 1561 se zřekl obecní správy ve prospěch tržních měst Vratěnína a Frejštejna, dále i vesnic Stálky, Mešovice, Korolupy, Größing a Lubnice. Povolil městečku uzavírat sňatky a vést správu nad dávkami pro sirotky. Václav také nechal v městečku zřídit nižší soud pro právní neshody mezi poddanými, na kterém zasedalo po jednom zástupci z každé vesnice spadající pod jeho panství.
Václav a jeho žena Johanna z Dohny prodali panství Uherčice v roce 1564 Adamovi Wolfovi Krajíři z Krajku z Joslowitz (Jaroslavice) synovi bratrance z Nové Bystřice (Neu Bistritz). Roku 1562 přešlo panství Uherčice i se vsí Vratěnín na dolnorakouského šlechtice Volfa Štrejna ze Švarcenavy. Tvrz byla přestavěna na zámeček a městečko se také nacházelo na Fabriciově a Komenského mapách. 24. června 1691 Cechovní řád pivovarů ze Znojma povolil obci čepovat pivo do vzdálenosti 5 mil. O místním cechu ševců pochází písemné zprávy z konce 18. století.
V roce 1643 obec vyhořela a o dva roky později vypálili Švédové farní dvůr, taktéž lehlo popelem 22 domů. Požáry se opakovaly ještě v letech 1803, 1816 a 1817, které také z poloviny zničily i bývalý klášter.

### Collaltové
Řehoř Tomáš Volný popsal Vratěnín v polovině 19. století následovně:
Tržní město Vratěnín leží asi půl hodiny od obce s úřední správou na rovině protnuté obchodní cestou. Má 92 domů, 559 obyvatel, z toho 263 mužů a 296 žen katolického vyznání. Jeho rozloha činí 1 823 jiter, 1 139 čtverečních sáhů polí, 78 jiter a 752 čtv. sáhů luk, 157 jiter a 929 čtv. sáhů pastvin, 151 jiter a 579 čtv. sáhů lesa. Patronátní právo farnosti patří od roku 1251 rakouskému premonstrátskému klášteru v Gerasu. Ten také farnost svými řádovými bratry osazuje. Kostel zasvěcený svatému Jakubu Většímu se třemi oltáři a nástěnnými freskami od vídeňského akademického malíře Franze Zollera byl postaven mezi lety 1771–1773 a to z donace místního faráře Bauera. Přifařeny a přiškoleny jsou vsi Uherčice a Mešovice. V obci se koná 5 výročních trhů: na sv. Fabiána a sv. Šebestiána, v úterý o pašijovém týdnu, v úterý po zvěstování Panny Marie, v úterý po sv. Jiljí (Egidiovi) a v úterý po sv. Kateřině. Dále celá řada koňských a dobytčích trhů před výročním trhem. V obci se nalézá jeden zájezdní hostinec a dvě hospody, hokynářství, chudobinec, 1 doktor farmacie, 1 felčar a 1 porodní bába.
Řehoř Tomáš Volný (překlad)

## 20. století

### Předválečné Československo
31. října 1918 se shromáždili zástupci obecních zastupitelstev německých obcí dačického politického okresu a soudního okresu Jemnice ve Slavonicích, aby se vyjádřili proti včlenění jimi řízených obcí do nového československého státu, což deklarovalo i zastupitelstvo obce Vratěnín. Dne 3. listopadu 1918 byla na krajském shromáždění ve Znojmě vyhlášena provincie Deutschsüdmähren (česky Německá jižní Morava). Ve Vratěníně sestavili obyvatelé německých obcí rakouskou domobranu, proti které vyrazil 11. prosince 1918 československý vojenský oddíl směrem od Mešovic, později vystřídaný 75. pěším plukem z Jindřichova Hradce. Národnostní nepokoje v německých obcích doznívaly ještě v roce 1920, takže vojenský oddíl odešel z pohraničí až rok po podepsání smlouvy v Saint-Germain.
Jedním z nejpalčivějších problémů se ukázala otázka personálního zajištění ve státních úřadech v obci a s ní spojená loajalita zaměstnanců. Zaměstnancům německé národnosti byly nabídnuty jazykové kurzy češtiny nebo přeložení do vnitrozemí za účelem zdokonalení se ve státním jazyce. Tento přístup neměl ze strany místních úředníků a zaměstnanců zvláštní odezvu a situace nebyla z národnostního hlediska nikdy uspokojivě vyřešena. Němečtí zaměstnanci pošty, matriky, soudu i s četníky byli z velké části vystřídáni a na jejich místech pracovali po celou dobu existence první republiky většinou Češi. Další nárůst českého obyvatelstva nastal s příchodem učitelského personálu a po rozparcelování collaltovského velkostatku. Po úpravě zemské hranice v mezistátní byly vybudovány na české straně nové celnice a ve Stálkách v roce 1924 služebna finanční stráže. V roce 1922 byly do kostela zakoupeny z dobrovolné sbírky 4 kostelní zvony. V roce 1930 nařídila biskupská konzistoř v Brně vratěnínskému faráři sloužit dvakrát do měsíce mši s českou promluvou a uložila mu, aby se „pilně učil česky”.
Na nacionální útlak reagovali ve Vratěníně Němci hned v roce 1918 založením místní organizace Německého školního spolku (později pod názvem Deutscher Kulturverband) a po pozemkové reformě zřízením spolku turnerského. Rozloha zemědělských ploch obce činila 1172 ha, na usedlostech se chovalo celkem 600 kusů skotu a 400 kusů prasat a lesnictví se provozovalo na 182 ha. Obecná německá škola, která je v obci jako farní zmiňována již v roce 1662, obdržela novou budovu v roce 1879. Ve školním roce 1919/1920 byla ve Vratěníně zřízena na čp. 56 česká státní menšinová škola a jejím prvním učitelem byl jmenován František Kabelka. Školu navštěvovaly v prvním školním roce 3 děti. Od 1. dubna 1920 se pak škola nacházela v jídelně farního úřadu. V městečku i nadále fungovala pošta, matrika, četnická stanice (r. 1937 vrchní strážmistr Karel Toman), nová celnice mezi Vratěnínem a Drosendorfem, družstevní Raiffeisenkasse, knihovna, chudobinec, praxe obvodního lékaře s lékárnou, zvěrolékař a od roku 1935 zubař. V místě provozoval živnost jeden kovář, řezník a dva hokynáři – jeden se zájezdním hostincem.

### Třetí říše a odsun
Den před příchodem vojsk wehrmachtu v říjnu 1938 odcházeli z městečka především státní úředníci a zaměstnanci, učitelé z českých škol, četníci a vojáci se svými rodinami – jednalo se vesměs o úředníky dosazené během prvorepublikového počešťování pohraničí. 8. října 1938 vjeli nacističtí vojáci za bouřlivého provolávání slávy do Vratěnína. Vojsko se zdrželo jeden týden; mužstvo bylo ubytováno u obyvatel v soukromí a velení v hostinci. 15. listopadu vítali občané hesly „Wir danken dem Führer!” (Děkujeme Vůdci!) Adolfa Hitlera, který se zde zastavil na své cestě pohraničím. Městečko Vratěnín se stalo sídlem místní organizace NSDAP (Uherčice, Mešovice, Lubnice a Korolupy) a protiletecké ochrany. Oblastní organizace Hitlerjugend sídlila ve Znojmě. Obec byla připojena k Třetí říši a spolu s obcemi Korolupy, Uherčice, Mešovice a Lubnice patřila pod Reichsgau Niederdonau – Říšská župa Dolní Podunají s politickým centrem ve městě Horn.
5. dubna 1945 obdrželi starostové obcí a selští vedoucí (Ortsbauernführeři) od okresního selského svazu (Kreisbauerschaftu) důvěrný oběžník pro vyklizení okresu. Zemědělci měli podle oběžníku k úniku použít vlastní povozy. S sebou si měli vzít pouze oděvy, kuchyňské nádobí a jídlo. Zemědělské stroje měly být zničeny nebo alespoň vážně poškozeny. V obci nastala okamžitá mobilizace oddílu Volkssturmu, který zajišťoval kopání zákopů a budování protitankových zátarasů. Z 8. na 9. května přijela Rudá armáda. 8. června 1945 zajaly revoluční gardy pod velením plukovníka Vladimíra Hobzy statkáře Zawadila, hospodského Otmara Reibera, sedláka Augusta Högenauera (Rakušana), sedláře Balzera a vrchního lesního Huberta Schreibera, které považovali za zástupce místní organizace NSDAP. Gardisté je odvezli do Dešné, kde je po těžkém týrání 10. června zastřelili. Až na sedm rodin, které musely nuceně pracovat na zabraných usedlostech, odsunuli gardisté 9. června veškeré německé obyvatelstvo přes hranici ve Vratěníně do Dolního Rakouska. Zbylých Němců se týkal odsun v březnu v roce 1946.
| GAU NIEDERDONAU – ŽUPA DOLNÍ PODUNAJÍ          | GAU NIEDERDONAU – ŽUPA DOLNÍ PODUNAJÍ |
| GEMEINDE Nr. 5 – OBEC č. 5 VRATĚNÍN (FRATTING) | LANDKREIS HORN – OKRES HORN           |
| ---------------------------------------------- | ------------------------------------- |
| Obvodní soud / Amtsgericht                     | Frain – Vranov nad Dyjí               |
| Pošta                                          | Fratting – Vratěnín                   |
| Matriční úřad                                  | Fratting – Vratěnín                   |
| Četnická stanice                               | Fratting – Vratěnín (1876–1939)       |
| Úřad práce                                     | Znaim – Znojmo                        |
| Plocha                                         | 15, 21 km²                            |
| Počet domů                                     | 113                                   |
| Celkem obyvatelstva                            | 450 z toho 218 mužů                   |
| Počet zemědělských závodů                      | 78                                    |

### Poválečné Československo
Po ukončení druhé světové války vedl obec správní komisař (B. Pařízek) a správní komise v čele s předsedou (vrch. strážm. K. Janderka, velitel stanice SNB ve Vratěníně; říd. uč. K. Niederhaftner, správce obecné školy ve Vratěníně). Už v létě 1945 začala v obci fungovat odbočka Svazu přátel SSSR. Krátce před volbami, 12. května 1946, se konalo na zámku v Uherčicích slavnostní předání „dekretů o vlastnictví půdy” 160 národním správcům selských usedlostí do výměry 20 ha v pohraničních obcích Uherčice, Korolupy, Lubnice, Vratěnín a Mešovice. Po volbách, 26. května 1946, ve kterých v obci zvítězila KSČ (KSČ 125, ČSL 22, ČSD 64, ČSNS 38), se stal prvním předsedou MNV František Coufal (KSČ). Dne 5. září 1946 zahájila ve vsi vyučování Lidová zemědělská škola, která byla pro zemědělskou mládež obcí Vratěnín, Mešovice, Uherčice, Lubnice a Korolupy povinná. Na škole vyučoval říd. uč. Niederhafner a zemědělec Venhoda, absolvent vyšší školy zemědělské. Po roce nesla škola nový název Základní odborná škola rolnická s hlavními učebními obory družstevnictví a zemědělská ekonomika. Pozici správce školy zastával z důvodu nedostatku pedagogického personálu stále Karel Niederhafner. V listopadu 1946 dostalo vedení obce (zastávající úlohu střediska pohraničního kraje budějovického okresu) za úkol založit odbočku Svazu brannosti (s činností pro všechny pohraniční obce okresu) a v zimě roku 1946 museli novopečení rolníci, povětšinou čeledíni, deputátníci a domkáři, projít týdenním kursem polního hospodářství. Po únoru 1948 byl Bohumil Pařízek z Vratěnína zvolen do Okresního akčního výboru NF v Moravských Budějovicích. V roce 1948 vydal brožuru „Vratěnín 450 let městysem: 1498–1948”. V parlamentních volbách 30. května 1948 volilo obyvatelstvo obce jednotnou kandidátku NF bez jediného bílého lístku, za což obec obdržela titul „Vlastenecká obec”.

#### Kolektivizace a vznik železné opony
Vratěnínské JZD bylo dáváno ostatním JZD v moravskobudějovickém okrese za vzor a bylo také prvním JZD na okrese, které přešlo na hospodaření JZD IV. typu. Doboví autoři článků označovali místní JZD vzorovým družstvem, neustále ho vychvalovali za příkladné plnění předepsaných dodávek či dokončení žňových prací. Vratěnín měl obzvláště pro svoji pozici na hranici s Rakouskem demonstrovat výdobytky nastoleného komunistického kursu. Od roku 1948 docházelo při budování železné opony a zřizování zakázaného a pohraničního pásma k omezování volného pohybu – obyvatelstvo se nesmělo zdržovat mimo prostor veřejných cest, silnic a tratí od soumraku do svítání, k tomu přibyl zákaz fotografovat a filmovat. Podle zcela zvláštní směrnice prověřovalo MNB místní občany a teprve „kladně prověřené“ osoby dostaly povolení k trvalému pobytu. Ostatní obyvatelstvo bylo vysídleno.
Celostátně uskutečněný převod zemědělské techniky a mechanizace ze státních traktorových stanic do JZD zatížil družstvo dluhy. Ekonomické potíže družstva nakonec komunisté vyřešili likvidací JZD a jeho převodem do státního statku. Státní statek Lesná působil od roku 1960 a vyčlenil se z okrajových částí Státních statků Znojmo a Jaroměřice nad Rokytnou, tvořený obcemi Vranov nad Dyjí, Štítary, Uherčice, Vysočany a Zálesí. V roce 1962 se do statku připojila jednotná zemědělská družstva Šumná, Vratěnín, Stálky, Lančov, Podhradí nad Dyjí a Podmyče. V období normalizace byla obec zařazena mezi obce tzv. ostatního významu a funkci střediskové obce plnila obec Uherčice. V roce 1974 byla na území obce vyhlášena stavební uzávěra. Veřejné instituce jako matrika, pošta, škola a zdravotní středisko byly postupně přemístěny do Uherčic a obec byla označena za „zánikovou”. V roce 1976 proběhly první volby do sloučeného Místního národního výboru střediskové obce Uherčice, pod kterou nakonec usnesením plenárního zasedání č. XIX-503/16 Místního národního výboru Vratěnín ze dne 24. dubna 1980 s platností od 1. července 1980 připadla i obec Vratěnín. Pod společný MNV (pro obce Korolupy, Lubnice, Uherčice a Vratěnín) se sídlem v obci Uherčice patřila i místní část obce Vratěnína Mešovice. Po přemístění matriky byla obec od 1. 1. 1986 příslušná do nového matričního obvodu Uherčice.

## Obyvatelstvo
Od založení obce až do odsunu v roce 1945 byl Vratěnín typickou německou vesnicí na česko-rakouské hranici s absolutní většinou německého obyvatelstva. Farnost obsazovali až do roku 1945 rakouští mniši z premonstrátského kláštera v Gerasu a zrovna tak se tomu dělo v době existence kláštera augustiniánů. Národnostní politika první republiky způsobila navýšení českého obyvatelstva, které bylo zastoupeno hlavně dosazenými státními a veřejnými zaměstnanci, vedle toho pak zemědělskými dělníky (zdejší hospodářský dvůr byl součástí uherčického velkostatku). Někteří státní zaměstnanci pocházeli ze smíšeného manželství. Německé obyvatelstvo pak zastupovali převážně dobře situovaní sedláci a řemeslníci.
V roce 1921 měl Vratěnín 528 obyvatel, z toho kolem čtyř set Němců a jednoho sta Čechů. Při volbách do Národního shromáždění volilo české kandidáty pro poslaneckou sněmovnu 56 obyvatel, pro senát 18, německé kandidáty pro poslaneckou sněmovnu 253 obyvatel, pro senát 222 obyvatel. Po obecních volbách roku 1919 zůstalo české obyvatelstvo bez zastoupení, v roce 1923 dosáhlo na spojené kandidátky 2 mandátů, německé obyvatelstvo 13 mandátů.
Ve Vratěníně jest český živel zastoupen hlavně státními a veřejnými zaměstnanci, vedle toho pak zemědělskými dělníky (zdejší dvůr Neuhof jest částí panství uherčického). U některých státních zaměstnanců jest osudné, že mají za ženu Němku, což i jinde v pohraničí.
Jihomoravští hraničáři: kus historie a přítomnosti, 1925
| Rok  | Počet obyvatel | Němci | Češi | Ostatní     |
| ---- | -------------- | ----- | ---- | ----------- |
| 1880 | 552            | 521   | 1    | 1           |
| 1890 | 536            | 530   | 6    | -           |
| 1900 | 528            | 521   | 7    | -           |
| 1910 | 487            | 484   | 3    | -           |
| 1921 | 528            | 398   | 103  | 27          |
| 1930 | 529            | 375   | 127  | 27          |
| 1939 | 453            | 423   | 28   | 2 (Slováci) |
| 1942 | 450            | -     | -    | -           |
| 2001 | 293            | -     | 293  | -           |

Česká menšinová škola byla umístěna od března 1920 v klášterní místnosti na faře. Ve školním roce 1922/23 ji navštěvovalo 7 dětí z Vratěnína a Mešovic, v roce 1923/24 11 dětí. Po první etapě odsunu v červnu 1945 a březnovém dokončení v roce 1946 byla obec nově osídlena převážně moravským zemědělským proletariátem z blízkého okolí. Obec až do současnosti (2014) nedosáhla původního počtu obyvatel, nyní žije v obci přibližně 290 občanů české a moravské národnosti.

### Náboženství
Katolické obyvatelstvo Vratěnína provázely po celý život náboženské obřady církevního roku. O velikonoční neděli došlo po první světové válce k oživení starého zvyku „Saatreitens“ (jízda po osení v Rakousku a Bavorsku), kdy ráno po slavnostní mši objížděli muži a mládenci na koních hraniční kameny svých luk a polnosti za předčítání evangelií na čtyřech zastaveních. O Vánocích se lidé těšili na takzvané „vyhánění oveček“. Nesměl chybět ani květinový průvod o svátku Božího těla. Významnou společenskou událostí byly poutě a procesí pořádaná například k poutnímu kostelu P. Marie Bolestné v Mutné na Slavonicku neboli na tzv. Montserrat, ke kostelu Maria-Dreieichen nebo Panny Marie Sněžné v Dolním Rakousku. Pozornosti ze strany obyvatel se těšily tradiční poutě do Mariazell. Obecní slávou byla samozřejmě pouť k poctě patrona zdejšího kostela velkého apoštola Jakuba. Nesměly chybět jarmarky, lidové veselice a taneční zábavy.

### Kulturní a společenský život
V ústavě zakotvené právo občanů „shromažďovat se a tvořit spolky“ (1867) se odrazilo i na spolkovém životě v obci. Němcům ve Vratěníně poskytovalo možnost vyjadřovat svou národní identitu, sdružovat se s ostatními lidmi z obce i okolí a rozvíjet společné zájmy. Sociální spolek, který se staral o postižené veterány z války, zde fungoval od roku 1881 pod názvem k. k. Militär-Veteranen-Verein für Fratting und Umgebung a měl své čety i v přifařených obcích. Obec veteránům dovolovala prodej tabáku a zřizování trafik. Také premonstráti z Gerasu umožňovali válečným postižencům drobné úklidové nebo řemeslné práce. Veteránský spolek z Vratěnína se zasloužil o budování pomníků padlým hrdinům z první světové války. V roce 1881 byl založen také vzdělávací „Fortbildungsverein in Fratting”.
Vznik včelařského spolku (Bienenzucht-Verein) jako pobočky Rakouského včelařského spolku v roce 1886 měl velmi prozaické vysvětlení. Dle výpovědi pamětníků měly být včelíny rozmístěny na klášterních polnostech. Premonstráti většinou i spolky vedli nebo se v nich hojně angažovali. Med byl poté rozdělen mezi klášter a členy spolku. Pro malý počet členů byl spolek na konci roku 1912 rozpuštěn.
První zmínka o spolku dobrovolných hasičů (Freiwillige Feuerwehr) se objevuje v roce 1897 při hasičských slavnostech v Dolním Rakousku (například v Drosendorfu ve společnosti se sbory z obcí Eibenstein, Nondorf, Großau, Obergrünbach, Speisendorf, Pommersdorf, Mostbach a Groß-Siegharts). V národnostně smíšených oblastech vznikaly tzv. Schutzvereine (obranné spolky). K podpoře německého národního školství na jazykové hranici založili Němci v roce 1896 místní skupinu Deutscher Schulverein pro Vratěnín a okolí, pod kterou fungoval (1911) horolezecký klub „Klettenklub Fratting".
Nejvýznamnějším a největším německým nacionalistickým spolkem na Moravě byl Bund der Deutschen Südmährens. Místní skupina pro oblast Vratěnín-Uherčice vznikla v roce 1899. Hlavním úkolem spolku bylo udržování majetku a zejména půdy v německých rukou, hospodářská a finanční podpora německého obyvatelstva. V pohraniční oblasti pomáhal zprostředkovat práci podle národnostního „klíče“. Organizoval také kulturní akce a charitu. Hospodářský spolek „Deutscher landwirtschaftlicher Verein” pro Vratěnín a okolí vznikl v roce 1903 a o deset let později v roce 1913 založili malí a střední zemědělci křesťansko-zemědělský spolek Deutschmährischer Bauernselbshilfeverein. Dne 7. června 1914 proběhlo svěcení vlajky vesnického spolku svobodné omladiny pro udržování místních tradic Burschenvereinu
K početně silně zastoupeným spolkům patřil od roku 1920 Deutscher Turnverband (tělocvičný spolek podle vzoru Friedricha Ludwiga Jahna). Turnverein organizoval pro své členy i různá společenská a kulturní vystoupení včetně přednášek. Raiffeisenkasse Fratting und Umgebung GmbH (Raiffeisenova družstevní záložna a spořitelna Vratěnín a okolí, s.r.o), sdružená v nové republice pod Centrálním svazem německých zemědělských družstev pro Moravu, Slezsko a Slovensko/Zentralverband der deutschen landwirtschaftlichen Genossenschaften Mährens, Schlesiens und der Slowakei zřídila v roce 1936 družstevní Getriedelagerhaus Fratting GmbH/Obilné silo Vratěnín s.r.o.
Za národního socialismu v době Třetí říše došlo k zrušení mnoha spolků, některé se staly součásti NSDAP a jediným povoleným spolkem zůstal Svaz dobrovolných hasičů, který ztratil statut spolku a stal se součástí pomocných policejních sil (Hilfspolizeitruppen). Během dalšího totalitního režimu obyvatelé zcela podobně oslavovali výročí daná KSČ. Povolené byly pouze organizace Národní fronty, které řídili komunisté.
Od roku 1990 se v obci udržují o Velikonocích, masopustu a čarodějnicích lidové tradice, kulturu ve vsi doplňují některé církevní slavnostní obřady, obecní ples a předvánoční koncert či směs novodobé zábavy. Oslava osvobození republiky v roce 1945 si zachovala ráz průvodu s lampiony a zapálenou vatrou z období socialistické republiky. Sportovní hřiště nyní slouží fotbalovému oddílu „1. FC Jemnicko” a „Sokolu Jemnice – Vratěnín”. Po sametové revoluci navázal Sbor dobrovolných hasičů (SDH) Vratěnín na tradici spolku Freiwillige Feuerwehr. K 750 letům založení obce vydal v roce 2001 Mgr. Zdeněk Bína pro obec Vratěnín „Vratěnín 1251–2001, 750 let”. V roce 2011 oslavila obec dvoudenním kulturním programem 760 let. Od roku 2001 si na Štědrý den připomínají průvodem obcí od radnice ke kostelu další z tradic německého obyvatelstva vyhánění betlémských oveček. V roce 2014 se tohoto vánočního programu zúčastnila podle vyjádření starosty obce přibližně polovina obyvatel Vratěnína.

### Pověsti
Mezi místním vysídleným německým obyvatelstvem kolovala celá řada pověstí a báchorek:
- Za určitých dní v čase adventu slýchávali lidé z lesa naříkající prosebný hlas: „Kam ho mám dát?“ Nikdo neuměl odpovědět a jakmile někdo volání zaslechl, vzal nohy na ramena a utekl. Až jednoho večera uslyšel smutnou prosbu jeden tovaryš a do lesa odvětil: „Tam, kde jsi ho vzal.“ Hlas na to odpověděl: „Bůh ti žehnej!“ a navždy zmizel. Zakletým duchem byl sedlák, který za svého života přemístil hraniční kámen svého pozemku a musel ho za trest nosit tak dlouho, dokud mu nějaký odvážný člověk na jeho otázku neodpověděl.[105]

- Na místě zvaném „öden Kirchl“ mezi Nondorfem a Unter-Thürnau u Drossendorfu střežil kdysi dávno v jeskyni obr s červenými vousy spanilou dívku. Vyprávělo se, že když se najde mládenec, který by dívku vysvobodil, vyjede mu z jeskyně vstříc na obrovském šneku se zlatou ulitou a stane se jeho ženou. Jednoho dne se pokusil o štěstí vratěnínský kovářský tovaryš a vydal se k jeskyni se sekerou. Ale protože tovaryš nebyl svobodný a jednu známost už měl, tak ho obr zabil.[106]

## Pamětihodnosti
Na území obce se nachází Vesnická památková zóna Vratěnín, vyhlášená Ministerstvem kultury vyhláškou č. 249/1995 Sb. Celé katastrální území obce je územím archeologického zájmu ve smyslu § 22 odst. 2 zákona č. 20/1987 Sb., ve znění pozdějších předpisů. Všechny vodní toky, všechny lesy, rybníky a údolní nivy jsou podle § 3 odst. b) zákona č. 114/92 Sb. vyhlášeny významnými krajinnými prvky.

### Augustiniánský klášter
Augustiniánský klášter ve Vratěníně byl jediným klášterem v zemích Koruny české, který spadal pod německou část rakouské provincie. Ačkoliv mateřský klášter se nacházel v Praze, osídlen byl mnichy z Vídně. František Benedict daroval řádu zámeček ve Vratěníně, zavázal se vystavět Loretánskou kapli a postarat se o věčné světlo. Mniši na oplátku slíbili odříkat každou neděli v kapli litanie a odsloužit ročně 200 svatých mší na počest donátora. Navzdory obvyklým protestům (farnosti, konzistoře, sousedních klášterů) udělil císař 26. listopadu 1696 řádu povolení k založení a 20. února 1697 se nastěhovali do zámečku dva mniši a jeden laický bratr z Vídně, aby tak mohli započít se stavbou kostela sv. Mikuláše z Toleda, loretánské kaple a kláštera. Loretánský kult si věřící natolik zamilovali, že se Vratěnín stal centrem místních poutí a procesí. V roce 1784 Josef II. svým dekretem klášter zrušil. V době napoleonských válek sloužila budova kláštera vojenskému lazaretu. Dále již čekala opuštěný klášter naprostá devastace. V roce 1821 vyhořel kostel a poslední ránu dostal po nástupu vlády KSČ a zřízení železné opony.

### Poštovní stanice
Koncem 14. století bylo doloženo na mezinárodních obchodních cestách na Moravě pět ubytovacích stanic. Jednou z nich byla i stanice ve Vratěníně. Hlavní poslové organizovali poselské spojení do jednotlivých zemí a vybírali poplatky za svěřenou korespondenci. Od 16. stol. propůjčoval a potvrzoval panovník jednotlivcům poštovní regál. V roce 1527 Antonio Taxis zřídil první poštovní trasu v Čechách, Vídeň – Praha. Poštovní stanice na této trase byly od sebe vzdáleny v rozmezí dvou hodin jízdy, což činilo tehdy asi délku 2 míle. (1 poštovní míle je 7,5 km). Jednalo se o stanice: Stockerau, Hollabrunn, Pulkava, Vratěnín, Slavonice, Člunek, Samosoly, Tábor, Votice a Nespeky. Od 17. století provozoval poštovnictví v rakouských dědičných zemích rod Paarů, který zřídil poštovní stanice. Poštovní stanice v obci tak byla váženou živností a takový úřad byl dědičný. Pošta v obci přepravovala zásilky, osoby, půjčovala kočáry a pronajímala jezdecké koně. Zároveň organizovala přepravu korunovaných panovníků s celým potřebným servisem. Na příkaz Karla VI. přešla poštovní služba v roce 1722 pod stát. V roce 1723 byla pošta v městečku povýšena na hlavní poštovní stanici.
Císařovna Marie Terezie vydala v roce 1748 nový poselský řád a poštovní řád, který se stal předchůdcem poštovního zákona z let 1837 a nechala vybudovat novou císařskou cestu přes Znojmo do Prahy. Hospodářsky městečko Vratěnín tímto odklonem tak důležité dopravní cesty utrpělo. Marie Terezie proto udělila poštmistrovi z Vratěnína dědičný poštovní úřad pro Moravské Budějovice a také pro Vratěnín. V roce 1793 císař František II. udělil dědičný poštovní úřad pro poštovní stanici ve Vratěníně a v Moravských Budějovicích novému poštmistrovi Antonu Winterovi z Vratěnína. Poštovní poslové se ohlašovali poštovní trubkou, která byla později vylepšena klapkami ventilového ústrojí a hlasovou polohou odpovídala mezzosopránu. Používala se ještě na počátku 20. století a obec její symbol převzala do svého nového obecního znaku. Do budovy bývalé poštovní stanice byl umístěn obecní úřad, společenský sál, knihovna a požární zbrojnice. Expozice historie poštovnictví využívá vstupní chodbu budovy.

### Četnická stanice Vratěnín
Četnická stanice Vratěnín byla zřízena k 01. 09. 1876 s obvodem: Chválkovice, Dančovice, Dešná, Hluboká, Rancířov, Županovice, Korolupy, Mešovice, Uherčice, Vratěnín, Lubnice. V souvislosti se vznikem ČSR v roce 1918 byl obvod četnické stanice upraven: Dančovice, Korolupy, Mešovice, Lubnice, Uherčice a Vratěnín. ČS fungovala až do září 1938.
|  | Pamětihodnosti - Kostel svatého Jakuba Většího - socha sv. Františka Xaverského u kostela - socha sv. Jana Nepomuckého u kostela - socha Panny Marie - kaple Božího hrobu na hřbitově (márnice) Kapli Božího hrobu nechal v roce 1668 vystavět František Benedikt Berchtold a nařídil v ní sloužit 12 mší ročně. Dne 9. dubna 1669 věnoval kapli farnímu kostelu, který spravovali premonstráti z kláštera v Jeruši (Geras). Kaple byla postavena podle vzoru Chrámu Božího hrobu v Jeruzalémě. S ostatními kaplemi na území České republiky jí spojuje její půdorysná dispozice, prvky slepé arkády v presbytáři a tvarování a rozmístění oken. Jde o jednoduchou centrální stavbou obdélného půdorysu. Ta je uzavřena polygonálním presbytářem o pěti stranách dvanáctiúhelníku. Kaple není dělena na místnosti a na stříšce nemá baldachýnovou edikulu. Nachází se na Vratěnínském hřbitově jako hřbitovní kaple. Je zapsána jako nemovitá kulturní památka. - kaplička – pole - kaplička – vpravo u silnice k Uherčicím - boží muka – při silnici do Uherčic - boží muka – směr Rancířov - boží muka – směr Rancířov (na kraji obce) - kříž při rozcestí - krucifix – za obcí mezi stromy u silnice na Rancířov - krucifix – u farního kostela - krucifix – hlavní kříž na hřbitově - socha sv. Donáta při silnici do Rancířova - socha sv. Floriána (u kostela) - socha sv. Jana Nepomuckého – u útvaru PS - socha rytíře na sloupu u kostela - stavení čp. 1 - Augustiniánský klášter (budova čp. 76) s kostelem svatého Mikuláše Tolentinského - stavení čp. 51 - fara (budova čp. 55) - bývalá poštovní stanice (budova čp. 88) - archeologická lokalita U kola |
|  | Zvláště chráněná území - Přírodní rezervace Bílý kříž o rozloze 20,47 ha s vegetací na prudkých, skalnatých svazích s navazujícím lesním porostem a zvláště chráněnými druhy rostlin i živočichů. Významná je i estetická hodnota území. Území NATURA 2000 - V údolí Dyje o rozloze 1 821,05 ha jsou chráněny opadavé křoviny, lesy na svazích, sutích a v roklích, panonské doubravy, vodní nádrže, bahnité břehy řek, panonské skalní trávníky, sutě, vegetace vápnitých skalnatých svahů, dubohabřiny a lesostepní bory, lokalita hvozdíku moravského, hořavky duhové, hrouzka běloploutvého, kovaříka, netopýra velkého, roháče obecného a tesaříka obrovského. Památné a významné stromy - Navržen za památný strom dub letní na severozápadním okraji obce. - Fragment tereziánské lipové aleje – vysázené na počest čtyřicátých narozenin císařovny Marie Terezie. Ze čtyřiceti stromů se zachovaly pouze 2 lípy malolisté před hřbitovem a čtyři torza kmenů. - Pět starých dubů letních u Vratěnínského rybníka, starý javor klen se sadovnickou hodnotou a další duby u silnice k celnici a přímo v areálu bývalé celnice. - Další starší duby při Graselově stezce a tři lípy před bočním vchodem na hřbitov. |
|  | |

## Obecní správa
Po volbách v roce 1990 se stal prvním starostou v demokratickém státě Martin Kincl a obec se jako jedna z prvních v regionu zapojila roce 1991 do Programu obnovy venkova. Nastartování společenského a kulturního života ve vsi bylo oceněno v prvním ročníku soutěže Vesnice roku 1995 modrou stuhou. V roce 1996 získala obec již titul Vesnice roku v rámci celé ČR. Prezident Václav Havel přijel v říjnu 1997 dodatečně poblahopřát vratěnínským občanům k získání tohoto titulu. Obecní zastupitelstvo se skládá z devíti členů a obecní úřad tvoří tzv. uvolněný starosta, neuvolněný místostarosta a účetní obce. Na OÚ se také nachází matrika. Ze zákona volený finanční a kontrolní výbor je volen pětičlenný. Obec Vratěnín je členem Sdružení pro rozvoj a obnovu obcí Vranovska, Místní akční skupiny Jemnicko a Jemnického mikroregionu. V roce 2014 získal Vratěnín za obnovu objektu bývalé poštovní stanice v krajském kole soutěže Vesnice roku ocenění Zlatá cihla v Programu obnovy venkova a taktéž diplom za příkladnou péči o historickou zástavbu obce. Mimořádné ocenění bylo uděleno starostovi obce Martinu Kinclovi za příkladnou práci při obnově venkova.

## Občanská vybavenost a infrastruktura
Centrum obce je situováno kolem návsi s dětským hřištěm a menší vodní nádrží, které přechází do rozšířeného rozcestí před kostelem a farou. Prostranství doplňuje budova mateřské školy a České pošty Vratěnín. Na prostranství u obecního úřadu s kulturní sálem a knihovnou se nachází prodejna Smíšené zboží Karásek a Hostinec u Trojanů. Na východním okraji obce stojí nevyužívaná čerpací stanice pohonných hmot, brownfield bývalé roty PS z roku 1964 a budova nově postavené celnice z roku 1993 (Oddělení pasové kontroly a později Referátu cizinecké a pohraniční policie) – nyní je zde provozován penzion. Na sportovní hřiště navazuje hřbitov a obecní rybník. Služby v zemědělství nabízí tři firmy: „Veškeré zemědělské práce – Petr Karásek“, „Agroslužby Martin Ležák“ a „Služby pro zemědělství a zahradnictví“. Dalším obohacením v nabídce je firma „Květinářství Oujezdská Naděžda“ a „Kadeřnictví a holičství Petra Jahodová“.
Vratěnín byl v roce 1936 elektrifikován a připojen k síti Západomoravských elektráren v Oslavanech. Plynofikaci prováděla firma GAsAG z Brna. V roce 2000 uzavřely obce Vratěnín, Uherčice, Oslnovice, Vysočany, Korolupy a Lubnice dobrovolný spolek Plynofikace obcí Vratěnín a okolí. Po ukončení plynofikace v roce 2009 byl spolek ve všech zapojených obcích rozpuštěn. Zapojené obce se pak staly vlastníky středotlakých plynofikačních rozvodů a domovních přípojek. Až do roku 1999 využívali občané jako zdroj pitné vody vlastní studny. V tomto roce (1999) obec ukončila dvouletou výstavbu splaškové kanalizace s ČOV a obecního vodovodu v hodnotě 24 mil. Kč v rámci programu Phare s pokrytím 75 % nákladů ze strany Evropské unie. Vodou je obec zásobena z vlastního vrtu o kapacitě 3,15 l/s v jihovýchodní části katastru. Zde se také nachází úpravna vody a vodojem o kapacitě 60 m³. Zemědělský areál má vlastní systém zásobení vodou s vodním zdrojem na k.ú. Mešovice a vodojemem na k.ú. Vratěnín z období normalizační výstavby vesnice za minulého totalitního režimu KSČ.

## Doprava

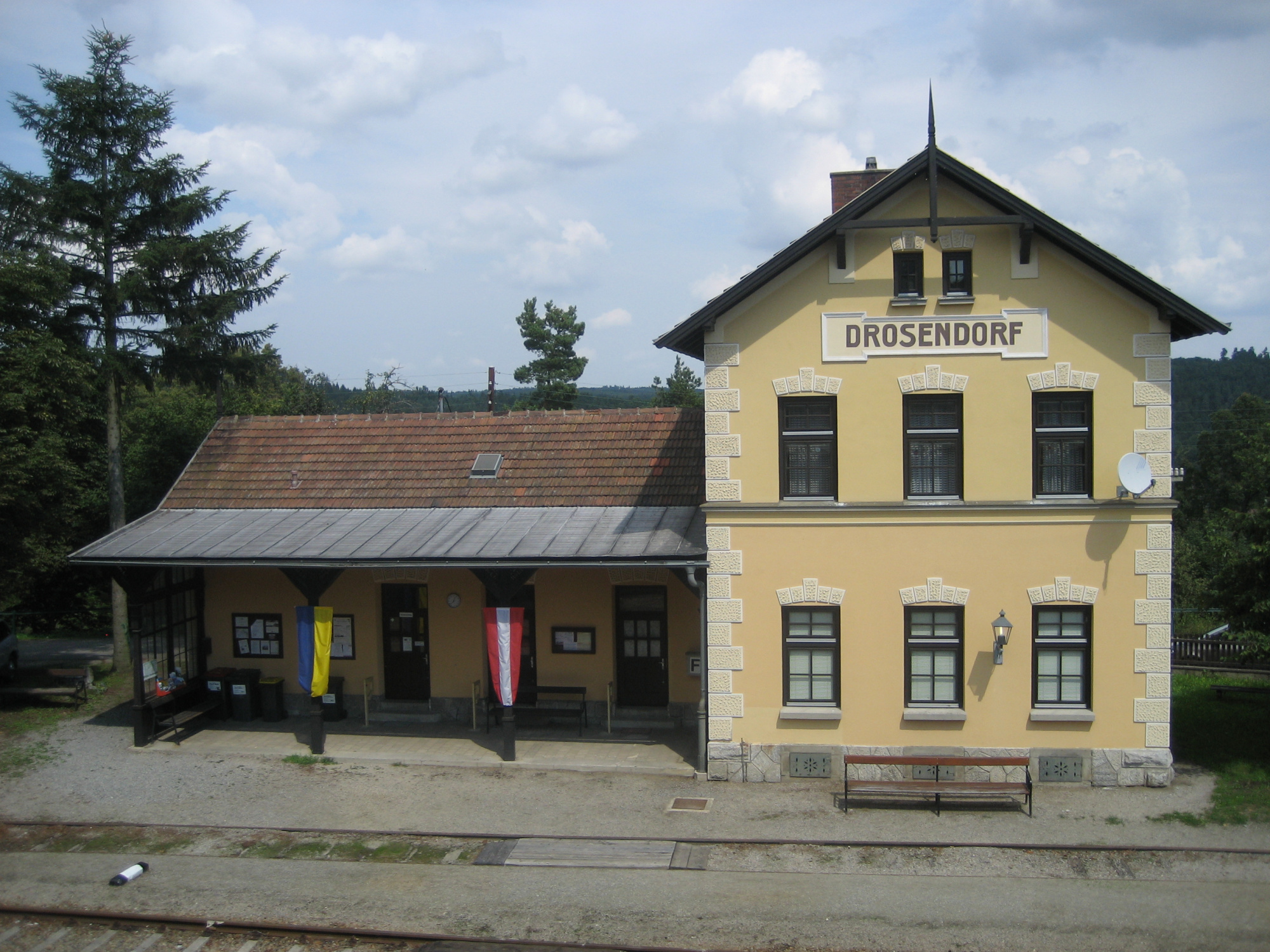
Železniční zastávka Drosendorf – využívaná k pravidelné osobní i nákladní dopravě až do roku 1945. Její význam pro obyvatele Vratěnína (ale i okolních obcí) vzrostl zejména s vybudováním obilných sil družstevních spolků a záložen podle vzoru F. W. Raiffeisena.

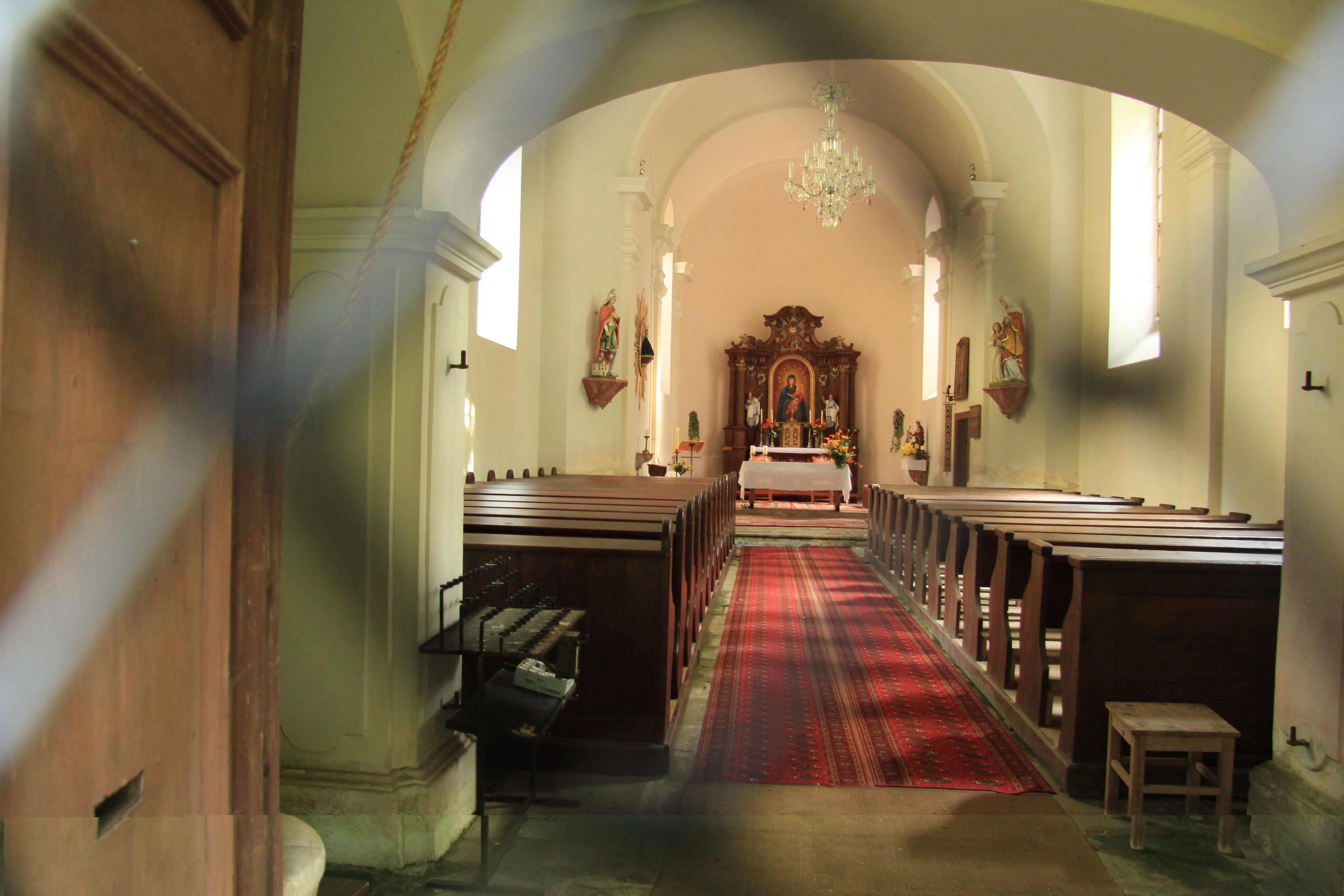
Kostel Panny Marie Sněžné (mezi Zissersdorfem a Drosendorfem) se stal vyhledávaným poutním místem nejen obyvateli Waldviertelu, ale i katolíky z přilehlých pohraničních obcí na jihozápadě Moravy. V roce 1786 proběhla demolice starého poutního kostela a po výstavbě nového v letech 1857–1867 byla obnovena poutní tradice. V roce 1916 byla v blízkosti poutního kostela otevřena železniční zastávka, provozovaná právě v čase konaných procesí, která se po přiřazení k Třetí říši dočkala zrušení

Doprava obce je ovlivněna její geografickou polohou v jihozápadním cípu Jihomoravského kraje, kudy neprocházejí žádné klíčové dopravní tahy.
- II/409 Chýnov – Studená – Slavonice – Šafov
- III/409 27 Vratěnín – Dančovice
- III/409 28 Vratěnín
- III/409 26 Vratěnín

Silnice II/409 od Šafova a Uherčic po křižovatku s III/409 28 ve Vratěníně je tahem krajského významu. Zbývající úsek této silnice přes obec a dále na Slavonice má už jen místní význam. Silnice III/409 27 plní obslužnou úlohu místního významu a výhledově bude zařazena do kategorie III. třídy. Silnice III/409 28 je v celé své délce zařazena do tahů krajského významu a výhledově jako silnice II. třídy. Silnice III/409 29 má opět jen význam pro účely místní dopravy.

### Autobusová doprava
Dostupnost města Znojma (Jemnice, Moravských Budějovic a městyse Vranov nad Dyjí) autobusovou dopravou zajišťuje po 1. červenci 2010 IDS JMK. Přestupním místem na území mikroregionu jsou obce Lesná a Bítov, některé spoje vyjíždějí z Vranova nad Dyjí. Přestup mezi autobusy a vlaky probíhá v obci Šumná. V obci se nachází autobusová zastávka Vratěnín s přístřeškem, která je umístěna na zastávkovém pruhu při křižovatce silnic II/409 a III/409 27.
Obec je obsloužena linkami po silnicích II/409 a III/409 27:
- 816 Znojmo – Vranov nad Dyjí – Lančov – Vratěnín
- 830 Milíčovice – Vranov nad Dyjí – Lesná – Šumná – Bítov – Lubnice.

### Přeshraniční autobusová doprava
V letech 2013 a 2014 probíhal "Pilotní projekt rozvoje přeshraničních vazeb v oblasti veřejné dopravy mezi jižní Moravou a Dolním Rakouskem". V autobusové dopravě se jednalo o propojení Znojma, Vranova nad Dyjí a Vratěnína s rakouským městem Drosendorfem. Od roku 2013 byla prodloužena autobusová linka 816, která se stala podle schváleného řádu zajímavým doplňkem turistického propojení obou zemí. Na obou stranách hranice se setkal projekt s velkým zájmem. Projekt byl financován také z Fondu malých projektů jižní Morava – Dolní Rakousko.

### Železniční doprava
Pro Vratěnín měla nesmírný význam lokální dráha Retz – Drosendorf, která byla s velkou slávou otevřena 21. října 1910. Dokonce na počátku 20. století existovalo několik návrhů k vylepšení železničního spojení obcí ve Waldviertelu a na jihozápadu Moravy. V roce 1904 vznikl například projekt elektrifikované železnice ze Znojma přes Vratěnín do Raabs an der Thaya. Nakonec plány přehradní nádrže na Dyji projekt upozadily. Po vypuknutí první světové války a následném vzniku Československa nepovažovala vláda projekt propojení železnic v důsledku nastoleného politického a protiněmeckého kurzu za důležitý.
Kvůli četným procesím k poutnímu místu Panny Marie Sněžné (mezi Zissersdorfem a Drosendorfem) byla otevřena po určité dny od 1. května 1916 zastávka v blízkosti kostela. Ta byla po připojení k Říši zrušena. Železniční zastávka v Drosendorfu hrála důležitou roli pro Vratěnín i nadále. Na nádraží se odváděly do sil družstva Raiffeisen povinné zemědělské dávky, ale také mléko do družstevní mlékárny v Langau (Molkereigenossenschaft Langau) a dřevo na zastávku v Zissersdorfu. Po zrušení dráhy se ujala provozování výletního vlaku Reblaus Express NÖVOG – Niederösterreichische Verkehrsorganisationsgesellschaft m.b.H. V roce 2010 oslavila dráha 100 let.

### Turistika
Pro turisty nabízí Vratěnín průvodcovské služby s výkladem, pro pěší turisty Graselovu stezku Vratěnín starou mlynářskou cestou k rezervaci Bílý kříž a ke Zlaté studánce. Expozice bývalé poštovní stanice se nachází v suterénu obecního úřadu. Obcí prochází cyklistické trasy – 48 Hevlín – Slavonice, cyklistický okruh Vranovskem, Greenway Praha – Wien (Vratěnín – Valtice) a tematická odbočka Greenway Regionu Renesance (Vratěnín – Lubnice – Landštejn) s napojením na mikroregion Dačicko. Spolek pohraniční historie provozuje v katastru obce Minimuzeum - ŘOPík z roku 1937 (exteriér), který v době Železné opony - studené války byl ve službě ČSLA až do roku 1990, v interiéru naleznete dvě části předválečnou část z doby 1937-9 a poválečnou z doby 1962-90. Další možností pro turisty je ubytovat v netradiční "Útulně" - jednoduchá dřevostavbě na předválečném bunkru z.roku 1936 - tato stavba se dostala se až do finále "Česká cena za architekturu 2018 Archivováno 12. 1. 2021 na Wayback Machine.". Také stojí zato navštívit nejznámější (co se týká publicity) ŘOP-ík v ČR - umělecké dílo vytvořené studentem stavební fakulty, obor architektury VUT v Brně.

## Významní občané
- Baron Roderich Villa-Secca Navarro d'Andrade (narozen 1844 Grossau – zemřel 16. 2. 1886 Vídeň), c. k. zemský kulturní inspektor pro Moravu, Slezsko a Dolní Rakousko při c. k. ministerstvu zemědělství, čestný občan tržního městečka Vratěnína.[124]
- Ing. Hubert Dunkler – narozen roku 1931 ve Vratěníně, vystudoval univerzitu v Esslingenu a svou inženýrskou dráhu započal v roce 1954 jako provozní asistent ve společnosti Daimler-Benz AG. V roce 1957 již zastával pozici výrobního inženýra, od roku 1961 ředitele závodu v Karlsruhe. Jeho kariéra pokračovala ve Friedrichshafenu v roce 1963 v nově založené Mercedes-Benz GmbH na pozici vedoucího výroby. V roce 1976 povýšil na místo manažera výrobního oddělení podniků Motoren-Turbinen-Union ve Friedrichshafenu a Mnichově. V červenci 1986 byl zvolen náměstkem podnikové rady a v roce 1989 generálním ředitelem podnikové rady MTU.[125]

- Dfkm. Leo Färber – narozen 1897 ve Vratěníně (synem matky Julie a otce Adolfa). V letech 1919–1932 studoval na Vysoké škole zahraničního obchodu ve Vídni (Wirtschaftsuniversität Wien). V roce 1924 obdržel diplom (Doktorratsstudiengang). Promoval v době, kdy už bylo Rakousko připojeno ke Třetí říši. První rigorózní zkoušku skládal v zimním semestru 1937/38 a druhou v letním v červenci 1938. Leo Färber byl jedním z mála židovských postgraduálních studentů, kterým bylo povoleno dokončit doktorát po invazi wehrmachtu do Rakouska. Týkala se ho však mnohá nacistická omezení tehdejšího ministerstva vnitra a kultury, která židovským studentům měla sice složení zkoušky umožnit, ale také vzít veškerou lidskou důstojnost.

Promoval za zavřenými dveřmi bez možnosti účasti veřejnosti, nesměl si pozvat žádné rodinné příslušníky, akademickým funkcionářům nebylo umožněno obléci při jeho promoci talár a držet v ruce univerzitní žezlo, místo ústního slibu podepsal jen předtištěný formulář, nekonal se ani jeho závěrečný proslov. Přestože jeho rodina byla zbavena veškerého majetku, nebylo mu poskytnuta výjimka z finančních důvodů, a tak nemohl zveřejnit závěrečnou práci v plném znění. V únoru roku 1939 se snažil utéci před pronásledováním nacistů do Belgie. Byl však zajat a ve Francii internován v koncentračním táboře. Po druhé světové válce se vrátil jako jeden z mála Židů zpět do Vídně a z Fondu na pomoc obětem politické perzekuce (Fonds zur Hilfeleistung an politisch Verfolgte) byl finančně odškodněn. Jméno Leo Färbera je vyvěšeno mezi ostatními pronásledovanými studenty v době nacismu na pamětní listině na Univerzitě ve Vídni. (Wirtschaftsuniversität Wien).
- Ernst Schauaus se narodil ve Vratěníně a s rodinou byl 9. 6. 1945 odsunut do Rakouska. V březnu 1946 byl odtransportován do sběrného tábora v Melku, později s dalším transportem do Německa, kde ve městě Schwäbisch Gmünd pobýval s dalšími odsunutými Němci v tělocvičně. Odsud byl přemístěn do obecního sálu v obci Iggingen. V roce 1959 se mu podařilo nastoupit u firmy ZF Lenksysteme, kde absolvoval přeučení na elektrikáře. V roce 1962 se oženil. Jeho největším přínosem byla veřejná práce na poli sportovním a v obecní správě. Ve sportovním klubu VfL – Iggingen působil jako čestný předseda od roku 1980–1991, v zastupitelstvu obce zastával od roku 1989–1999 pozici místostarosty obce. Za svoji dlouholetou činnost ve veřejném životě byl v roce 1999 oceněn čestným stříbrným vyznamenáním „Ehrennadel des Gemeindetages Baden-Württemberg”. Spolupracoval na vydání knihy „Irgendwann erzähl' ich es: Igginger Zeitzeugen erinnern sich an ihre Erlebnisse aus dem Zweiten Weltkrieg und der Nachkriegszeit”.[127]